# Хаяла
Хаяла (рос. Хаяла) — присілок в Онезькому районі Архангельської області Російської Федерації.
Населення становить 1 особу. Входить до складу муніципального утворення Чекуєвське поселення.

## Історія
Від 2004 року входить до складу муніципального утворення Чекуєвське поселення.

## Населення
| 2002 | 2010 | 2012 |
| ---- | ---- | ---- |
| 0    | ↗2   | ↘1   |